# Libo Rupilius Frugi
Decimus Rupilius Libo Frugi (ou (Lucius Scribonius?) Libo Rupilius Frugi) est un sénateur et un homme politique de l'Empire romain.

## Famille
Selon Christian Settipani, il est probablement le fils d'un Rupilius et d'une Licinia. Par son père, il est possible qu'il soit le descendant de Publius Rupilius Rex, un sénateur romain de rang prétorien proscrit en -43 et officier dans l'armée de Brutus en -42. Par sa mère, il est très probablement le petit-fils de Marcus Licinius Crassus Frugi, consul en 27, et de son épouse Scribonia. Au vu de la récurrence des noms de Fundania et Galeria dans sa descendance, on suppose très fortement que son épouse était une fille de Vitellius et de Galeria Fundana. Cette fille de Vitellius a en effet, selon Suétone, fait un très beau mariage, sous le règne de Vespasien. Le terme employé par Suétone, splendidissime, évoque que l'époux devait appartenir à la haute aristocratie.
De son mariage avec (Vitellia? Galeria Fundania), il eut au moins une fille, Rupilia Faustina, mariée à Marcus Annius Verus, triple consulaire. Il eut peut-être deux fils, un certain Libo, consul suffect en 118, et un (Rupi)lius Severus, jeune aristocrate qui nous a laissé une inscription votive à Éphèse en 124.
Son ascendance et ses liens familiaux avec l'aristocratie romaine sont incertains et sujets, en l'attente de nouvelles découvertes épigraphiques, à prendre « avec des pincettes ». Cependant, on considère qu'il fait office de chainon manquant entre les grandes familles républicaines et l'empereur Marc-Aurèle,.

## Biographie
Il est consul suffect en 88, de mai à août, avec comme collègues Quintus Ninnius Hasta. Il est cité comme consulaire dans une lettre de Pline le jeune en 101.